# Sarcophaga kaimaraensis
Sarcophaga kaimaraensis är en tvåvingeart som beskrevs av Nandi 1992. Sarcophaga kaimaraensis ingår i släktet Sarcophaga och familjen köttflugor. Inga underarter finns listade i Catalogue of Life.